# Voron'ja
La Voron'ja (in russo Воронья?) è un fiume della Russia europea settentrionale situato nella parte occidentale della penisola di Kola, è un tributario del mare di Barents. Scorre nell'oblast' di Murmansk.
Il fiume scorre dal lago Lovozero, ad un'altezza di 153,5 m sul livello del mare, e scorre in direzione settentrionale; sfocia nel mare di Barents, nella baia Voron'ja. Sul fiume sono stati formati due bacini idrici con lo stesso nome: bacino di Serebrjanskoe (superiore e inferiore). La diga del bacino inferiore si trova nell'insediamenti di tipo urbano di Tumannyj. Uno dei grandi laghi della penisola di Kola, il lago Čudz'javr, si trova nel bacino del fiume. 
La lunghezza del fiume è di 155 km, l'area del bacino è di 9 940 km². Nel corso inferiore del fiume ci sono molte rapide e cascate (la più alta misura 26,7 m) e il fiume scorre in una gola profonda e stretta. Il corso superiore si svolge lungo una valle, che è allagata su un'area più ampia da bacini idrici. Ci sono molte isole nei tratti inferiori.